# 想い出のクリスマス
『想い出のクリスマス』 (Someday at Christmas) は、1967年に発表されたスティーヴィー・ワンダーのアルバム。

## 特徴
本作はザ・ミラクルズの『クリスマス・ウィズ・ミラクルズ』（1963年）、スプリームスの「メリー・クリスマス」（1965年）についで発売されたモータウン・クリスマスアルバム第3弾で、本国アメリカでは1978年と1984年にジャケット違いで再発売されている。プロヂューザーはヘンリー・コスビーで、収録曲のうち、5曲がクリスマススタンダード曲で、残りがモータウンのスタッフ・ライターによるオリジナル曲である。

## 収録曲
Side 1
1. "Someday at Christmas" (Ron Miller and Bryan Wells) – 2:49　想い出のクリスマス
2. "Silver Bells" (Jay Livingston and Ray Evans) – 2:22　シルヴァー・ベルズ
3. "Ave Maria" (Franz Schubert) – 3:56　アヴェ・マリア
4. "The Little Drummer Boy" (Katherine K. Davis, Henry Onorati and Harry Simeone) – 3:05　リトル・ドラーマー・ボーイ
5. "One Little Christmas Tree" (Ron Miller and Bryan Wells) – 2:41　小さなクリスマス・ツリー
6. "The Day That Love Began" (Ron Miller and Deborah Wells) – 3:33　クリスマスは愛が始まる日

Side 2
1. "The Christmas Song" (Mel Tormé and Robert Wells) – 3:06　クリスマス・ソング
2. "Bedtime for Toys" (Ron Miller and Orlando Murden) – 3:28　オモチャの時間
3. "Christmastime" (Sol Selegna) – 2:32　クリスマスタイム
4. "Twinkle Twinkle Little Me" (Ron Miller and William O'Malley) – 3:13　トゥインクル・トゥインクル
5. "A Warm Little Home on a Hill" (Ron Miller and Bryan Wells) – 3:26　丘の上の小さな家
6. "What Christmas Means to Me" (Anna Gaye, Allen Story and George Gordy) – 2:27　私のクリスマス